# 化物語 ポータブル
『化物語 ポータブル』（バケモノガタリ ポータブル）は、2012年8月23日に発売されたキャラクターゲーム。2005年に発表された西尾維新の小説および、2009年にシャフトによってアニメ化された『化物語』を原作としている。対応プラットフォームはPlayStation Portable（PSP）。
パッケージイラストはアニメでキャラクターデザインを務めた渡辺明夫によるもの。通常版には自転車に二人乗りする暦とひたぎが、限定版には5人の少女たちが描かれている。

## 概要
2005年に小説として発表され、2009年にはアニメ化され大ヒットした青春怪異小説『化物語』（バケモノガタリ）の初のゲーム化作品。当初はゲームジャンル：検討中とされていたが、後に「過剰妄想MAD会話劇」と発表された。ソニーや「電撃PlayStation」のウェブサイトでは「その他」のジャンルに分類されている。
原作では登場人物同士のノリのいい会話劇が好評を博していたが、ゲームではこの会話にスポットが当てられており、「会話劇バトル」を行うという異例のシステムとなっている。会話劇に使われるセリフには小説・アニメ『化物語』本編だけでなく、公式ウェブサイトで発表された次回予告やBD/DVD版のキャラクターコメンタリー、ドラマCD『佰物語』、「アニメ化物語コンプリートガイドブック」収録の短々編、続編の『偽物語』からも取られており、その総数は3000以上。セリフを組み合わせることで自分だけの「化物語」を創り出せることが本作のウリとなっている。
テーマソングにはアニメ『化物語』のエンディングテーマであるsupercellの「君の知らない物語」が使用されている。BGMは基本的にゲームオリジナルだが「カスタムサウンドトラック」機能があり、メモリースティック内のmp3形式の音楽をゲーム内で流すことができる。
パッケージ版とダウンロード版
UMD通常版のほかに、非売品グッズを同梱した「初回限定生産版」が同時発売された。真宵のリュック型のPSPポーチ、特別小冊子、スペシャルコンテンツDVD、スペシャルコンテンツCD、専用のカスタムテーマがダウンロードできるカードが同梱された。
また、PlayStation Storeではダウンロード版も販売されている。ダウンロード版はPSPだけでなく、その上位機種のPlayStation Vita（PS Vita）でもプレイ可能だが、Vitaでは動画ファイル変換とカスタムサウンドトラックは使用できない。また、PSPとPS Vita間では通信対戦はできない。

## ゲームシステム
会話の支配ゲージが画面の上方に表示されている。プレイヤーは1ターンごとに3つ表示されるセリフから一つを選び、「口撃」（こうげき）することで支配ゲージを右に動かす。一定時間が経過すると時間切れになり自動的にセリフが決定されて相手のターンになる。敵のターンでは敵の口撃が行われ、支配ゲージは左に動かされる。これを交互にくりかえし、相手の側まで押し切ると勝利、逆に自分の側に押し切られると敗北となる。1試合につき30ずつのセリフが使用できるが、両者の使用できるセリフが尽きると、支配ゲージの状態が判定され勝敗が決まる。
セリフによって「口撃力」（こうげきりょく）、テンション上昇量、属性、相性が決まっている。
- 口撃力…支配ゲージを動かす力。最大で5。
- テンション上昇量…テンションゲージの上昇量。最大で5。
- 属性…「石」「鋏」「紙」の3種類があり、じゃんけん同様の3すくみになっている。
- 相性…キャラクター別に効果の高い低いが設定されている。「お前は何でも知ってるな」は翼に対して効果が高い、「I love you」は暦に対して効果が高い、など。

テンションゲージが上昇すると、「連撃」、「割り込み」、「超必殺技」、「超必殺技返し」が行える。
連撃（コンボ）
テンションゲージ50%以上で使用可能に。「連撃」の性能を持つセリフを選択し□ボタンを押すことで発動。その後画面に表示されるボタンを順番に押すことで、連続で口撃を行える。
割り込み
テンションゲージ75%以上で使用可能に。相手の口撃中に「割り込み」性能を持つセリフを選択し□ボタンを押すことで発動。相手のセリフを遮り無効化して、こちらの口撃を行える。相手の連撃も中断させることができる。
超必殺技
テンションゲージ100%で使用可能に。△ボタンで発動する。コマンドはキャラクターによって異なるが、縮まってゆくサークルが画面中央の円に重なるタイミングで表示されるボタンを押したり、ボタン連打するように指示がある。指示されたコマンド入力が成功すると必ず勝利となる。1試合に1回しか行えない。
超必殺技返し
テンションゲージ100%で使用可能に。相手の超必殺技発動時に△ボタンを押して発動する。その後、指示されたボタンを相手よりも早く入力すると相手の超必殺技を中断させ、こちらの超必殺技を出せる。使用できるのは必殺技・必殺技返し合わせて1試合に1回のみ。

## ゲームモード

### シングルモード
1人プレイ用のモード。会話劇バトルによってCPUキャラクターと対戦する。対戦後は試合内容に応じて評価が決まり、ドーナツが入手できる。会話劇バトルは「リプレイ」として保存が可能。
ストーリーモード
プレイヤーは主人公・阿良々木暦となって、『化物語』のストーリーに沿ってコンピューターの操作するキャラクターと順番に対戦するモード。
「つばさチュートリアル」と第壹話「ひたぎクラブ」、第貮話「まよいマイマイ」、第參話「するがモンキー」、第肆話「なでこスネイク」、第伍話「つばさキャット」の合計5つのエピソードが存在する。クリアするとエンディングとなる。
フリー対戦モード
好きなキャラクターを選んでCPUと対戦するモード。メメと真宵、ひたぎと月火など原作には無かった組み合わせでの対戦もできる。また、使用するセリフの語録を選択することも可能。
エクストラモード
ストーリーモードクリア後に登場するエクストラモード。第陸話「かれんエクストラ」、第漆話「つきひエクストラ」、第捌話「メメエクストラ」、第玖話「しのぶエクストラ」の4話構成。ストーリーモードよりも強いCPUが登場する。

### 通信対戦モード
PSPのアドホック通信機能を利用して他のプレイヤーと対戦を行うモード。対戦するには2台のPSP本体と2本の『化物語 ポータブル』のソフトが必要となる。

### カスタマイズ
会話劇で使うセリフを編集するモード。「語録」は1人のキャラクターにつき3種類まで持てる。ひとつの語録には30のセリフをセットできる。どのセリフがどのキャラクターに有効かといったことや口撃力やテンションの上昇量なども確認できる。語録の自動生成機能があり、口撃力重視、連撃重視などの特定の条件を指定して語録を作成することも可能。なお、使用できるセリフは特定の条件を満たすごとに増えてゆく。

### シアター
囘想
リプレイデータの閲覧、データの削除、リプレイデータのavi形式動画ファイルへの変換が行える。
妄想
勝敗の概念は無く、セリフ・BGM・背景画を自由に設定し会話劇のムービーを作成するモード。ターンの概念もないため、同じキャラクターに連続でセリフを喋らせることも可能。データの動画への変換も行えるようになっている。ストーリーモードクリア後に解放されるモード。

### ライブラリー
キャラクターの紹介を閲覧できる人物相関図、ゲーム中のデモムービーを閲覧できる追想モードがある。

### プレイレコード
戦績、称号といったゲームの記録が閲覧できる。称号の獲得条件も確認できる。

### しのビューアー
忍野忍の様子を眺めることができるビューアーモード。視点の変更も可能。会話劇で入手したドーナツを与えることもできる。時計の機能も有している。

## 登場キャラクター
阿良々木 暦（あららぎ こよみ）
声 - 神谷浩史
私立直江津高校三年生の男子高校生。吸血鬼のスキルを持つ少年。会話ではツッコミ役が多い。
『化物語』の主人公でゲームにおいてもナレーションを務める。シナリオモードの主人公。セリフは全キャラクター中最も多い。超必殺技は強引なセクハラ攻撃からの高笑い。
戦場ヶ原 ひたぎ（せんじょうがはら ひたぎ）
声 - 斎藤千和
直江津高校三年生の女子高校生。毒舌を得意とするロングヘアのツンデレ少女。
『ひたぎクラブ』のヒロイン。全体に暦・真宵・駿河・撫子に対しては有利だが、メメ・忍・翼は苦手。超必殺技はカッターナイフとホッチキスによる口封じ。
八九寺 真宵（はちくじ まよい）
声 - 加藤英美里
浪白公園の近所で迷子になっていた小学五年生の女の子。
『まよいマイマイ』のヒロイン。暦に対しては有効なセリフがあるものの、ひたぎ・メメ・忍は苦手。超必殺技はキックからの噛み付き攻撃「失礼・噛みました」。
神原 駿河（かんばる するが）
声 - 沢城みゆき
直江津高校二年生の女子生徒。褒め殺しとエッチな話が好きなバスケ部キャプテン。
『するがモンキー』のヒロイン。口撃力が高い上、暦に対して効果的なセリフが多くストーリーモードでは強敵となる。ひたぎ・メメ・忍は苦手。超必殺技はやたらと距離が近い神原。
千石 撫子（せんごくなでこ）
声 - 花澤香菜
中学二年生の女子生徒。照れ屋で大人しい。
『なでこスネイク』のヒロイン。テンションは比較的上がりやすいが、口撃力は低い。超必殺技はがんばりつつも最後にコケる撫子。
羽川 翼（はねかわつばさ）
声 - 堀江由衣
直江津高校三年生の女子生徒。暦のクラスの委員長。知的なセリフが多い。
『つばさチュートリアル』では解説を務め、『つばさキャット』ではヒロイン。口撃力は高く、暦・ひたぎ・真宵・撫子に対しては有利だが、メメ・忍には弱い。超必殺技は羽川のジト目。
ブラック羽川
声 - 堀江由衣
羽川翼が猫の怪異と化した姿。髪は白くなり、猫耳が生えている。語尾に「にゃ」を付けるというバカっぽいしゃべり方をする。
『つばさキャット』に登場するストーリーモードの最終ボス。口撃力が非常に高い。メメ・忍には弱い。超必殺技はエナジードレイン。
阿良々木 火憐（あららぎ かれん）
声 - 喜多村英梨
栂の木第二中学の三年生の女子生徒。暦の大きい方の妹でいつもジャージを着ている。
次回予告およびエクストラモードの『かれんエクストラ』に登場する。『化物語』本編ではセリフが殆ど無かったので、その多くは予告から取られている。口撃力は全てのセリフが最高の5となっている強敵。超必殺技は格闘コンボ。
阿良々木 月火（あららぎ つきひ）
声 - 井口裕香
栂の木第二中学の二年生の女子生徒。暦の小さい方の妹でいつも和服を着ている。
次回予告および『つきひエクストラ』に登場する。『化物語』本編ではセリフが殆ど無かったので、その多くは予告から取られている。口撃力・テンションともに並。超必殺技はヒステリー。
忍野 メメ（おしの メメ）
声 - 櫻井孝宏
学習塾跡の廃墟に住み着いている中年男性。自称・妖怪変化のオーソリティでいつもアロハシャツを着ている。
エクストラモードの『メメエクストラ』に登場。口撃力は高く、特に苦手とする相手もいない。
忍野 忍（おしの しのぶ）
声 - 坂本真綾
学習塾跡の廃墟に住み着いている元吸血鬼。外見は8歳ほどの金髪の幼女でドーナツが好物。無口でセリフは皆無に近い。
『しのビューアー』、『しのぶエクストラ』に登場。口撃力、テンションともに非常に高く、殆ど全てのキャラクターに対して有利という規格外の強さを持つ。メメ・暦に対しては苦手だがそれでも強敵なことには変わりがない。

## 評価
「週刊ファミ通」のクロスレビューでは6点、6点、4点、7点で合計23点（40点満点）がつけられた。「電撃PlayStation」ではB評価とされた。
売上本数はエンターブレイン調べによると、2012年12月30日までの累計は47,997本となっている。

## 関連書籍
化物語 ポータブル コンプリートガイドブック
2012年9月27日発売、ISBN 978-406364897-3
講談社より発売された本作の攻略本。表紙イラストはPSPを持つ戦場ヶ原ひたぎが描かれている。